# 둥차이
둥차이(중국어: 冬菜, 병음: dōngcài)는 중국의 절임 채소인 옌차이의 하나로, 톈진 요리에 쓰이며, 톈진 둥차이(중국어: 天津冬菜, 병음: Tiānjīn dōngcài)라고도 부른다. 마늘을 넣은 것을 "훈둥차이(荤冬菜, 葷冬菜, hūn dōngcài)", 넣지 않은 것을 "쑤둥차이(素冬菜, sù dōngcài)"로 구분한기도 한다.

## 사진

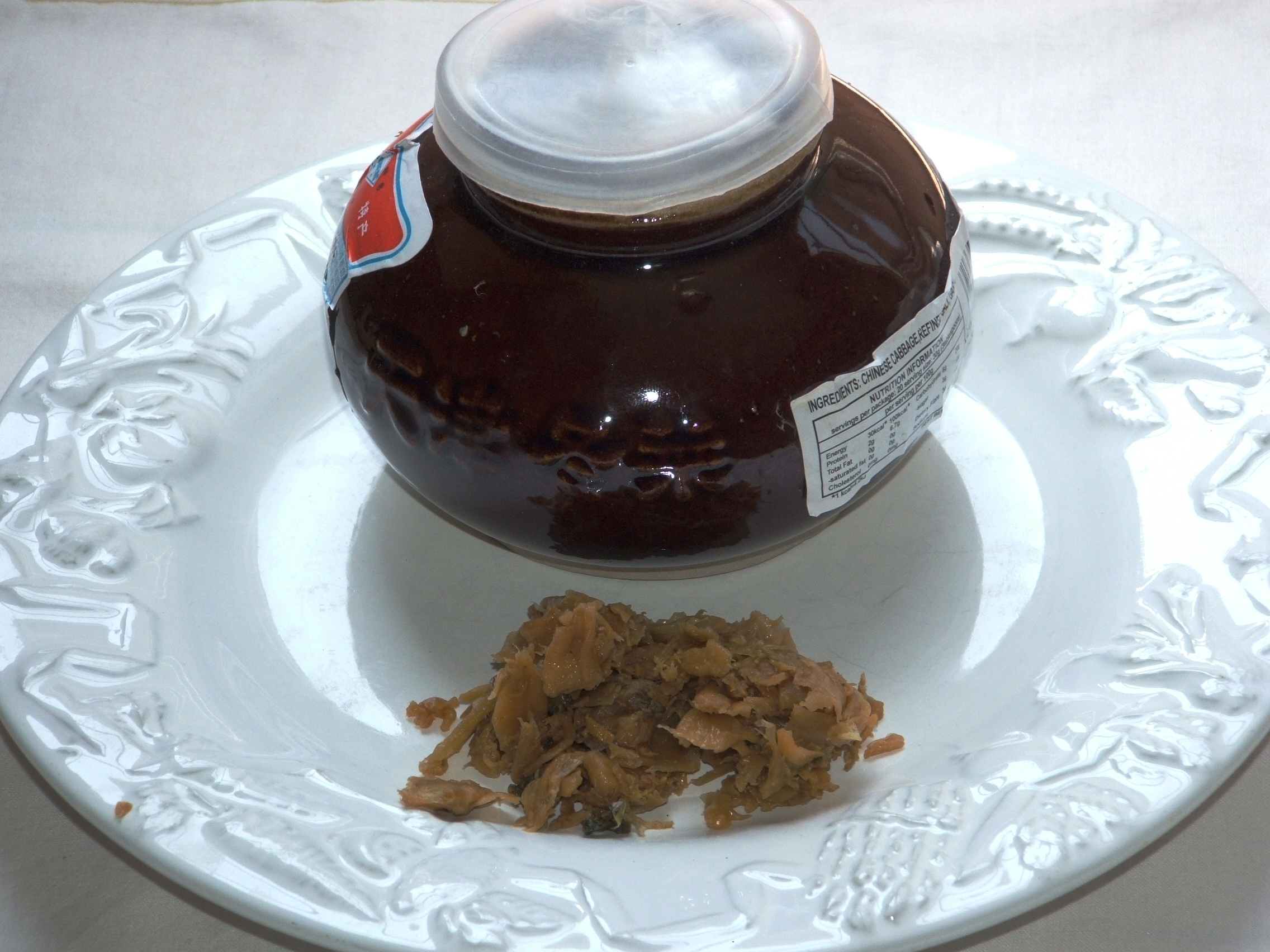
둥차이

## 같이 보기
- 셴차이
- 쏸차이
- 자차이
- 파오차이